# Libpng
libpng — офіційна еталонна бібліотека для роботи з растровою графікою у форматі PNG (початкова назва — pnglib). Бібліотека є крос-платформовою і написана на ANSI C. Для роботи використовує бібліотеку zlib.
Перша версія (0.1) бібліотеки була випущена 24 березня 1995 року, але лише після випуску версії 0.6 beta 1 травня 1995 року вона змогла бути використаною в розробці програмного забезпечення.
Бібліотека libpng випущена під ліцензією libpng.